# 利澳酒店
利澳酒店（葡萄牙語：Rio）位於澳門新口岸高美士街何賢公園側，是一家意大利宮庭式為裝修主題的酒店。利澳酒店位處澳門皇朝區，樓高24層並且並且提供449間客房，其中包括64間套房及1間豪華總統套房，距離港澳碼頭大約需10分鐘步程。所有客房均設有寬頻上網服務、LED電視等設備。酒店設有三間高級餐廳，提供中、西、日式的美食，同時亦為住客提供廿四小時客房送餐服務。利澳酒店擁有多項消閒及娛樂設施，包括娛樂場、桑拿及水療芬蘭浴、健身室、室內恆溫游泳池、會議室及多功能宴會廳等。酒店邀請了香港藝人陳百祥等人作為酒店代言人。
2022年5月，有報導指利澳桑拿受到2019冠狀病毒病澳門疫情影響而結業。同年6月16日起，利澳娛樂場暫停運作及作內部盤點。

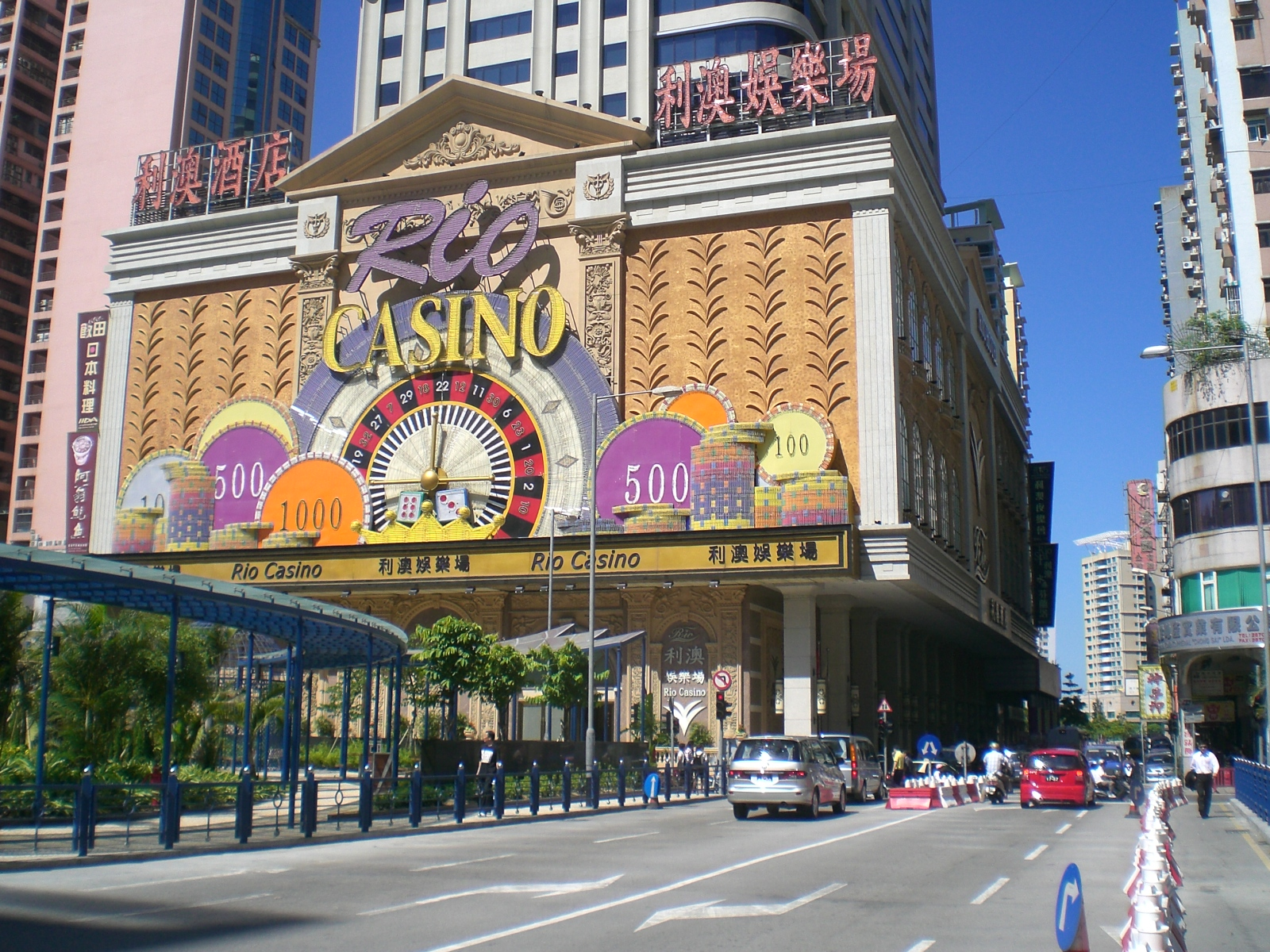
利澳酒店

## 客房
利澳酒店為旅客提供449間客房，其中包括64間套房及１間豪華總統套房，舒適雅致，富麗堂皇。為體貼不同客人的需要，酒店亦設有非吸煙樓層。

### 客房設備
- 輕觸式電腦門鎖
- LED電視
- 迷你酒吧
- 有線電視及衛星電視頻道
- 可提供熨斗及熨衣板
- 免費咖啡或茶
- 電話留言系統、長途電話服務
- 獨立空調操控設備
- WIFI寬頻上網服務
- 獨立花灑浴室及浴缸
- 個人保險箱
- 免費使用萬游寳旅游手機

## 酒店設施
- 游泳池

位於23樓，意大利宮庭式的室內恆溫游泳池，單邊玻璃牆及天幕式設計，全天候開放供住客消閒暢泳，享受日光浴。
- 健身室

位於酒店23樓，擁有全面空調系統覆蓋，備有先進健身器材及多款帶氧運動器材的健身室，落地玻璃外牆，讓您在健身的同時，亦可俯瞰澳大橋海天一色的美景。
- 水療芬蘭浴

位於5樓的利澳水療芬蘭浴，是一整天勤勞工作後，舒展身心的最佳去處。專業的按摩師，為您提供正宗穴位按摩，定能令您精神奕奕，神采飛揚。

## 商務中心設備
設於酒店大堂的商務中心，為住客提供應有盡有的秘書服務、先進的辦公室器材及通訊工具，令　閣下的商務旅程更得心應手。
- 電子郵件
- 互聯網
- 雷射打印
- 中英文打字
- 秘書服務
- 會議室租借
- 影印
- 個人電腦租借
- 快遞服務
- 傳真機租借
- 手提電腦租借

開放時間 : 10:00 - 19:00

## 宴會及會議
利澳酒店設有2間獨立且設備完善的會議室及１間可容納100人多功能宴會廳，是舉辦各類型會議及宴會活動的最佳選擇。宴會廳樓底特高，氣派不凡，裝潢瑰麗豪華，且設備完善先進，更有專業技術支援人員，助您誠獻完美無暇的盛宴。

## 餐廳及酒吧
利澳酒店大堂及3樓分別設有殿堂級的酒吧、中菜館、日式料理及西餐廳，不但佳餚美饌琳瑯滿目，且設計典雅，氣派顯赫。為照顧不同人士的需要，利澳美食坊更提供廿四小時餐飲服務。務求令你享受星級服務又能大快朵頤。
- 利澳大堂酒吧

位於利澳酒店大堂，是澳門罕有的一級酒吧，意大利古典懷舊的陳設與佈局，極具歐洲風格，舒適寫意，是知己相聚、忙裹偷閒熱點好去處。
營業時間：17:00 - 01:00
- 喜粵8號

親民價格的米芝蓮星級粵菜
喜粵8號位於利澳酒店三樓。
傳承了六七十年代最正宗的粵菜精髓，每到佳餚均采用新鮮高級食材，加上師傅精湛手藝，讓客人品嘗到二星米芝蓮的極尚粵菜佳餚，但又價格親民，絕對是一家大小聚會的絕佳選擇之一。
創辦人也是行政總厨簡捷明的宗旨是：以平常心對待每一道出品和客人，無論客人來自何方，無論其消費能力，只要是進門的每一位客人都是最重要的嘉賓。
餐廳樓底高，環境舒適雅致，並設有一系列開放、半開放的私人空間，是一個放鬆品嘗美食的好地方。
營業時間11:30 – 14:30 ； 18:00 – 22:00  訂座電話 : (853) 8989 1282

## 景點
毗鄰外港碼頭，鄰近景點包括松山燈塔、金蓮花廣場、漁人碼頭、觀音蓮花苑、星際酒店及永利澳門等。

## 交通配套

### 自設交通
利澳酒店設有來往酒店與口岸的接駁專巴服務。接駁專巴服務設有以下路線：
1. 利澳酒店 ↔ 外港碼頭

## 其他
酒店原是一座將會名為「百匯廣場」的商業中心，但大樓及後成為爛尾樓，被銀河娛樂集團有限公司收購改建為現時的利澳酒店。

## 外部連結
- 澳門利澳酒店官方網址 （页面存档备份，存于）
- 線上訂房 （页面存档备份，存于）